# Procès de Moscou
Les procès de Moscou sont une série de procès organisés par Joseph Staline entre août 1936 et mars 1938 dans le cadre des Grandes Purges, pour éliminer ses anciens rivaux politiques en Union soviétique, ainsi que diverses personnalités tombées en disgrâce. Plusieurs vétérans bolcheviks de premier plan, acteurs de la révolution d'Octobre, sont condamnés lors de ces procès truqués. La peine capitale est le verdict habituel. L'exécution a généralement lieu dans les heures qui suivent la sentence.

## Contexte
Pour un article plus général, voir Histoire de l'URSS sous Staline.
En avril 1933, le Comité central du Parti communiste de l'Union soviétique décrète une campagne d'épuration du Parti.
L'année 1934, qui voit l'achèvement du premier plan quinquennal avec les tragiques conséquences de la collectivisation des terres (7 millions de morts de faim), se termine avec l'assassinat de Sergueï Kirov le 1er décembre 1934 à Léningrad. Dans les heures qui suivent, Staline entame une politique répressive intense. Les premières arrestations ont lieu dès le 4 décembre. Les premières têtes tombent dans les jours qui suivent. Cependant les lampistes jugés, condamnés et exécutés le 28 et 29 décembre, ne sont pas seuls à faire les frais de ce durcissement.
Dès le 22 décembre 1934, l'agence Tass accuse un certain « centre de Léningrad », qui serait animé par d'anciens zinoviévistes, d'être à l'origine de l'assassinat de Kirov. Jusqu'alors les soupçons se portaient sur une mystérieuse organisation de « Russes blancs » en exil. Le 27 décembre, la Pravda publie l'acte d'accusation officiel. Le 16 janvier 1935, un procès a lieu qui réunit une quinzaine de hauts responsables bolcheviks de Léningrad, en particulier Grigori Zinoviev (l'ancien homme fort de la région) et Lev Kamenev. Les accusés rejettent les accusations de participation au complot, mais reconnaissent (en particulier Zinoviev et Kamenev) leur « culpabilité idéologique », car, selon la Pravda du 17 janvier 1935, ils n'avaient pas « lutté assez énergiquement contre la décomposition qui était la conséquence de leur position anti-Parti, et sur le terrain de laquelle une bande de brigands avait pu naître et réaliser son forfait ». Les prévenus écopent de cinq à dix ans de prison. Le 23 janvier, un autre procès vise des responsables du NKVD ; curieusement, les sentences sont plutôt clémentes : deux à trois ans de prison. En plus de la « culpabilité idéologique », Zinoviev et Kamenev ont à répondre de la culpabilité opérationnelle dans l'assassinat de Kirov lors du premier procès de Moscou, en 1936.

## Objectifs
Pour Nicolas Werth, les grands procès politiques à vocation pédagogique font partie de la « culture politique bolchevique » dès les premières années du régime. Avec Staline, « le recours au "procès exemplaire" apparaît comme un véritable réflexe ».
Procès-spectacles sur le modèle du procès de Chakhty, les procès de Moscou préfigurent et dissimulent les Grandes Purges des années 1937 et 1938. Les procès, publics, visent d'abord les anciens bolcheviks, qui jouissent d'un certain prestige au sein de la population. Pour les éliminer, il ne faut pas à Staline simplement les envoyer au Goulag et les exécuter : il faut les discréditer. C'est ainsi que des dossiers d'accusations sont créés de toutes pièces par le NKVD. Des bolcheviks de la première heure sont accusés de haute trahison, de sabotage, d'assassinats, d'espionnage et autres crimes du même genre.
Les procès de Moscou contribuent à la construction du totalitarisme stalinien. Loin d'être irrationnels, ils répondent efficacement à plusieurs objectifs essentiels au moment où ils se déroulent :
1. une prise en main plus étroite de l'appareil du Parti communiste : éliminer les vieux bolcheviks et d'une manière générale les cadres qui doivent leur position à leur engagement ou à leur valeur personnelle. Staline poursuit ici à grande échelle le travail qu'il avait entamé en tant que secrétaire général du Parti en 1922 : l'appareil doit être exclusivement composé de ses « créatures », d'autant plus dociles qu'elles sont totalement dépendantes de lui. Non seulement les purges doivent tétaniser toute velléité de résistance, mais le cadre qui veut garder sa place et tous les privilèges matériels qui lui sont attachés doit se montrer encore plus servile que ses homologues ;
2. affermir le contrôle sur la société soviétique. Contrairement aux cadres de la nomenklatura, les citoyens vivent la pénurie au quotidien. La carence en biens de consommation s'est aggravée avec l'abandon de la NEP, la déportation des « koulaks » et la collectivisation à outrance de 1929-1930. Il faut expliquer cette pénurie persistante ; comme il est évidemment exclu d'en rendre le système responsable, on recourt au vieux stratagème du complot : ce sont des « saboteurs » qui détruisent les vivres et empêchent le ravitaillement des citadins. Si ces saboteurs sont de vieux bolcheviks au-dessus de tout soupçon, on comprend pourquoi ils ont pu œuvrer sans éveiller la méfiance dans la société soviétique. On ne peut alors que resserrer les rangs autour de Staline, dont seule la clairvoyance a permis de débusquer les « traîtres trotskistes »...
3. réaliser les « grands projets » qui montreront au monde la supériorité du modèle soviétique. À côté des procès de cadres à grand spectacle, retransmis par la radio (avec les aveux « spontanés » des inculpés), les Grandes Purges frappent jusqu'au niveau le plus modeste les râleurs, les contestataires et autres « asociaux » qui rechignent à accomplir « le plan quinquennal en quatre ans ». Condamnés à la déportation, ils rejoignent le Goulag, main-d'œuvre servile indispensable pour construire dans des conditions impossibles les grands barrages d'Ukraine, les canaux du Nord et les villes de Sibérie.

## Déroulement

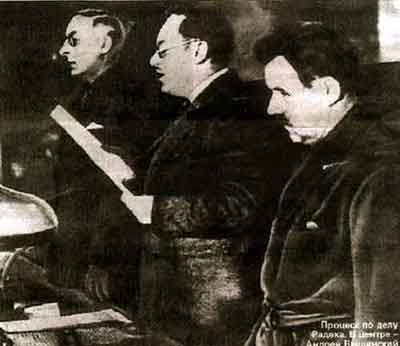
Vychinski lisant l'acte d'accusation du procès Centre antisoviétique trotskyste de réserve en janvier 1937 (procès de Piatakov-Radek)

Il y a trois grands procès publics menés à Moscou par le procureur général Andreï Vychinski :
1. celui des 16 (août 1936) ;
2. celui des 17 (janvier 1937) ;
3. celui des 21 (mars 1938).

Le 11 juin 1937, la Pravda annonce l'arrestation de militaires de l'Armée rouge. Certains considèrent cet épisode comme un quatrième procès, d'autres en contestent jusqu'à l'existence. Quoi qu'il en soit, celui-là se déroule à huis clos et n'a pas le même décorum, ni le même retentissement que les trois autres.
La particularité de ces procès est l'absence totale d'avocat, l'absence d'éléments matériels, et une instruction à charge fondée sur les seuls aveux des accusés, souvent obtenus après plusieurs semaines de torture et de menaces sur leurs familles. L'opinion publique a été préparée par les journaux à la « trahison » de la vieille garde bolchévique. C'est ainsi que les rédacteurs reçoivent des ordres pour accuser des pires crimes les futurs accusés.
Les opinions publiques occidentales sont médusées par les aveux unanimes des accusés et la dénonciation complaisante « spontanée » qu'ils font de leur « crimes ».

### Procès des 16
Le procès dit du « Centre terroriste trotskyste-zinoviéviste » se déroule à Moscou du 19 au 24 août 1936.
Liste des accusés :
| - Grigori Zinoviev - Lev Kamenev - Grigori Evdokimov - Ivan Bakaïev (ru) - Sergueï Mrachkovski (ru) - Vagarchak Ter-Vaganian (ru) | - Ivan Smirnov - Efim Dreitzer (ru) - Isaak Reingold (ru) - Richard Pickel (ru) - Edouard Holtzman (ru) | - Fritz David (de) - Valentin Olberg (ru) - Konon Berman-Yurin (en) - Moissei Lurye (ru) - Nathan Lurye |

Les accusations vont de terrorisme à l'assassinat de Sergueï Kirov, en passant par le sabotage et la préparation d'assassinat de plusieurs hauts responsables du gouvernement soviétique comme Staline.
Le verdict est la condamnation à mort pour tous. Les condamnés sont exécutés dans les vingt-quatre heures.

### Procès des 17
Un deuxième procès, dit du « Centre antisoviétique trotskyste de réserve », s'ouvre le 23 janvier 1937. Cette fois, 17 personnes, principalement des hauts responsables économiques, sont accusées :
| - Gueorgui Piatakov - Karl Radek - Grigori Sokolnikov - Nikolaï Mouralov - Mikhaïl Bogouslavski - Leonid Serebriakov | - Valentin Arnold (ru) - Ivan Hrasche (ru) - Iakov Liwschiz (ru) - Ivan Kniazev (ru) - Iossif Tourok (ru) - Stanislav Rataïtchak (ru) | - Boris Norkine (ru) - Alekseï Chestov (ru) - Mikhaïl Stroïlov (ru) - Gavriïl Pouchine (ru) - Yakov Drobnis |

L'accusé-vedette est Gueorgui Piatakov.
Les accusations sont presque les mêmes que pour le procès précédent. S'y ajoutent les contacts avec des pays étrangers et l'appartenance aux services secrets allemand ou tchécoslovaque. Le procureur est toujours Andreï Vychinski. À l'exception de Sokolnikov, Radek, Arnold et Stroilov (condamnation de 8 à 10 ans de camp), les autres sont tous condamnés à mort et exécutés le 30 janvier 1937.

### Procès des généraux de l'Armée rouge
Un autre « procès » s'ouvre en mai-juin 1937. Instruit en secret, il se déroule à huis clos et vise exclusivement les plus hauts généraux de l'Armée rouge. Parmi les accusés il y a :
- Mikhaïl Toukhatchevski (maréchal et vice-commissaire à la Défense)
- Iona Yakir (commandant la région militaire de Kiev)
- Ieronim Ouborevitch (commandant la région militaire de Biélorussie)
- Robert Eideman (chef de l'organisation de la défense civile)
- August Kork (chef de l'Académie militaire)
- Vitovt Poutna (attaché militaire à Londres)
- Boris Feldman (chef de l'administration de l'Armée rouge)
- Vitali Primakov (commandant adjoint de la région militaire de Léningrad)

Yan Gamarnik, chef de l'administration politique de l'Armée rouge, également inculpé se suicide le 31 mai 1937.
Ils sont accusés de trahison, espionnage et complot sous l'appellation d'Organisation militaire trotskiste antisoviétique. Les accusés auraient avoué leur participation sous la torture. Ils sont tous condamnés à mort par un tribunal militaire sous la présidence du juge civil Vassili Oulrikh, et exécutés le 11 juin 1937. De nombreux membres de leur famille seront aussi exécutés ou déportés.
Tous ces accusés seront réhabilités le 31 janvier 1957.
Tandis que les épurations du parti de 1929 et 1933 ont peu touché le personnel militaire, dans les semaines qui suivent le procès et jusqu'à la mi-1938, de nombreux officiers et soldats, n'épargnant pas non plus les commissaires politiques, font l'objet d'une épuration de masse par emprisonnement ou exécution.

### Procès des 21
Ce troisième procès, dit du « Bloc des droitiers et des trotskystes antisoviétiques » se déroule du 2 au 13 mars 1938. Les 21 principaux accusés sont :
| - Alexeï Rykov - Nikolaï Boukharine - Nikolaï Krestinski - Christian Rakovski - Guenrikh Iagoda - Arkady Rosengoltz - Vladimir Ivanov (ru) | - Mikhaïl Tchernov (ru) - Grigori Grinko - Isaac Zelenski (ru) - Akmal Ikramov (ru) - Fayzulla Xoʻjayev - Vassili Charangovitch (ru) - Prokopi Zoubarev (ru) | - Pavel Boulanov - Lev Levin - Ignati Kazakov - Veniamine Maksimov-Dikovski (ru) - Piotr Krioutchkov (ru) - Sergueï Bessonov (ru) - Dmitri Pletnev (ru) |

La composition des accusés est semblable aux précédents procès à l'exception du fait qu'elle contient des membres de la police d'État et des médecins sans contact avec la politique.
Dans la même veine que les précédents procès, ils sont accusés de complot visant à assassiner Staline, conspiration pour détruire l'économie et la puissance militaire du pays, de travailler avec les services d'espionnage de l'Allemagne, de la France, du Japon ou encore du Royaume-Uni. Des accords secrets auraient également été conclus avec l'Allemagne et le Japon.
Tous sont passés aux aveux, à l'exception de Krestinski, mais qui le jour suivant le procès, avoue tous les chefs d'accusations. À l'exception de Pletnev (25 ans), Rakovski (20 ans) et Bessonov (15 ans), tous les accusés sont condamnés à mort.
Le 13 mars, la Pravda titre : « Le verdict de la Cour fut accueilli par de nombreuses manifestations de joie populaire ».
L'exécution de Guenrikh Iagoda, qui fut à la tête du NKVD et qui lança le début des Grandes Purges, ne marque pas vraiment la fin de cette période de terreur, qui ne s'éteint qu'à la fin de 1938 (avec le remplacement de Nikolaï Iejov par Lavrenti Beria), avant l'éclatement de la Grande Guerre patriotique contre l'Allemagne nazie en juin 1941. Mais l'inquiétude qui s'instaure dans la population est réanimée périodiquement jusqu'à la mort de Staline en mars 1953.

## Résultats des procès

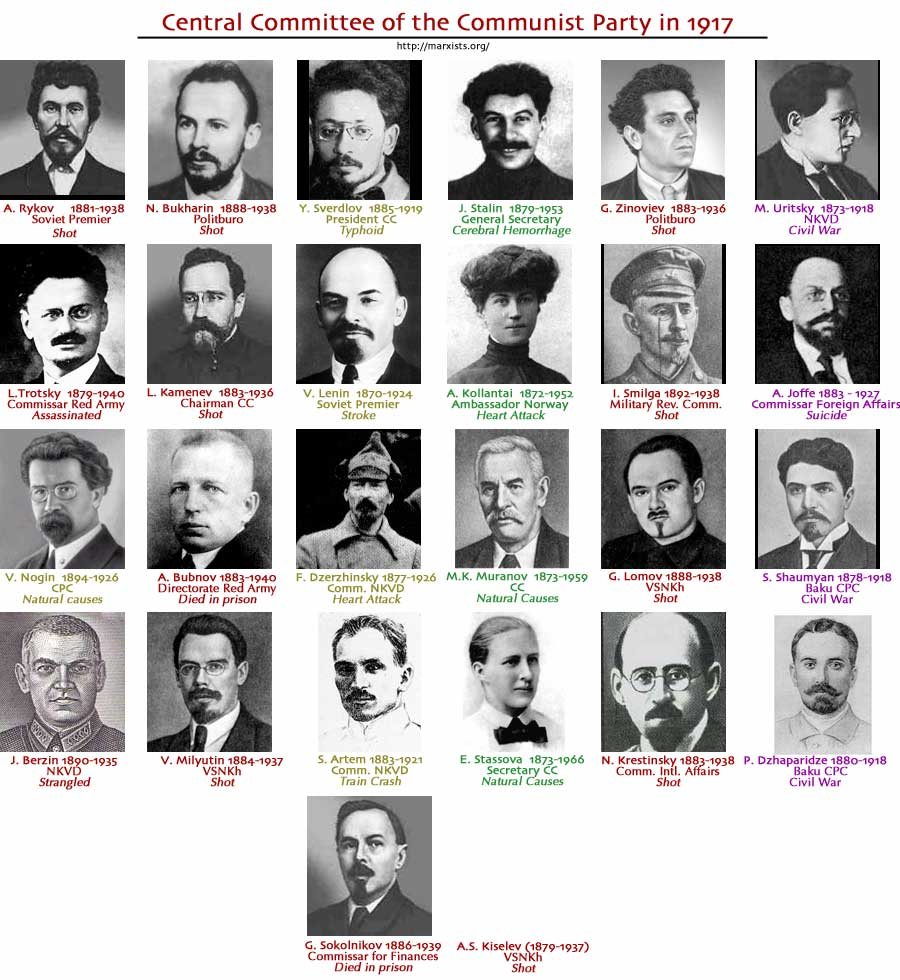
Comité central du Parti communiste bolchévique en 1917.

Finalement, tous les membres du Politburo du temps de Lénine ont été jugés, à l'exception de Staline, Mikhaïl Kalinine et Viatcheslav Molotov.
Staline a arrêté ou fait exécuter la plupart des bolcheviks de la révolution russe de 1917. Sur les 1 966 délégués du XVIIe congrès du parti communiste de l'Union soviétique (1934), 1 108 sont arrêtés. Sur les 139 membres du Comité central, 98 sont arrêtés. La totalité des amiraux, les trois cinquièmes des maréchaux soviétiques, 9 généraux sur 10, et un tiers des officiers de l'Armée rouge ont été arrêtés ou fusillés. En dehors des prisonniers politiques, entre 700 et 800 000 personnes sont mortes durant les purges.
L'accusé principal, Léon Trotski (expulsé d'URSS en janvier 1929), a réussi à échapper aux procès du fait de son exil. Mais il est retrouvé au Mexique par Ramón Mercader, un agent du NKVD qui l'exécute avec un piolet le 21 août 1940 sur ordre de Staline.

## Réactions à l'étranger
Le monde apprend avec stupéfaction le 19 août 1936 l'ouverture du procès à Moscou. En dépit de l'invraisemblance des accusations, il n'y a pas de sursaut de l'opinion publique dans les pays occidentaux. L'écrivain Charles Plisnier s'étonne dans son recueil de nouvelles Faux Passeports (1937) de cette absence de réaction de la part du public.
Le 10 mars 1938, Georges Cogniot, écrivain et homme politique communiste français, déclare dans L'Humanité que « l'Union soviétique a le droit et le devoir de châtier les criminels déférés à la Cour suprême ». L'Humanité, qui annonce le 26 août 1936 l'exécution de « seize terroristes trotskystes, » reprend les thèmes principaux de l'argumentaire stalinien : les ennemis du peuple préparaient « l'agression hitlérienne et japonaise contre le pays du socialisme ». 
En France, le camp socialiste s'exprime avec beaucoup de réserve : selon Charles Jacquier, d'un point de vue temporel, le premier procès qui a lieu quelques semaines après l'installation du gouvernement Blum, avec une S.F.I.O. engagée dans une politique d'action avec le Parti communiste français, a pour conséquence que celle-ci privilégie les « nécessités tactiques » de cette alliance plutôt que la critique des réalités soviétiques. Ce sont les considérations internationales, la préservation de la paix et la lutte contre le fascisme, qui priment sur la condamnation du procès à l'exception de quelques voix particulières comme celles de Maurice Paz. En revanche, deux ans plus tard, alors que se déroulent les troisièmes procès, Léon Blum, tout en rappelant la nécessité du pacte franco-soviétique pour faire face à l'axe Rome-Berlin-Tokyo, écrit dans un article que ceux-ci le plongent « dans une sorte d'accablement » doutant des aveux qui ont été obtenus des inculpés. La Ligue des droits de l'homme reste également très réservée. Le rapport qu'elle publie en novembre 1936 ne met pas en doute la sincérité des aveux et reprend l'idée d'une complicité de l'Allemagne avec les accusés. Elle refuse même de publier les opinions contraires au rapport. Cette attitude pousse Maurice Paz à démissionner de la commission en juin 1937 pour ne pas s'associer à « un simulacre d'enquête » et entraîne la démission de sept autres membres de son comité central.
En mars 1937, la commission Dewey (en) révèle dans ce qui allait devenir le « monde libre » la nature de procès-spectacle des procès de Moscou.
Pour Nicolas Werth, les observateurs de l'entre-deux-guerres n'ont pas saisi l'essentiel de ce qui se déroulait alors, les « sensationnels aveux » et le côté spectaculaire de ces procès masquant « les horreurs plus quotidiennes et plus prosaïques du Goulag ».

## Fiction
Arthur Koestler se fonde sur les procès de Moscou pour relater dans son roman Le Zéro et l'Infini paru en 1941, l'histoire imaginaire d'un haut responsable communiste, Roubachof, qui se retrouve accusé par le régime soviétique, tout comme les véritables accusés des années 1930.